# Palacio de Clermont (Loira Atlántico)

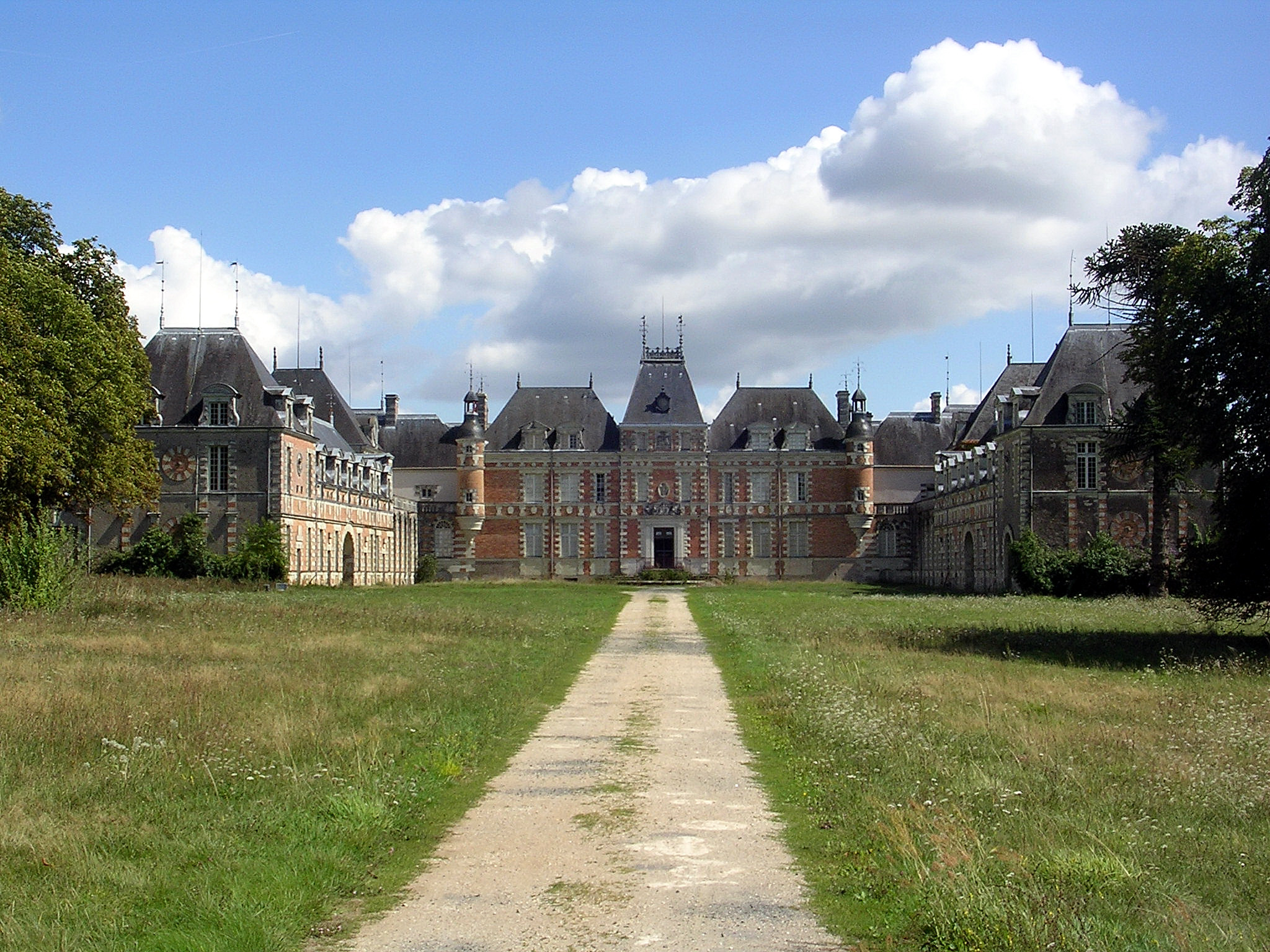
Palacio de Clermont, fachada norte.

El palacio de Clermont, construido entre 1643 y 1649, está ubicado en la comuna de Le Cellier, a 27 kilómetros de Nantes, Francia. Fue propiedad de la familia Maupassant antes de pasar al actor Louis de Funès.

## Historia
El palacio fue heredado de una tía, la condesa de Maupassant, por la familia de Funès. Fue construido por los Chenu de Clermont, una familia de importantes administradores militares. René Chenu (1599-1672) fue gobernador, durante un largo tiempo, de las ciudades fortificadas de Oudon y Champtoceaux, que dominaban río arriba. Su hijo Hardy Chenu (1621-1683) estuvo a cargo de las fortificaciones, ciudades, castillos y ciudades fortificadas de Bretaña.
Los Chenu eran vasallos del príncipe de Condé, quien tenía muchas propiedades al oeste de Francia, y esta relación feudal, tan fuerte bajo el Antiguo Régimen, se incrementó debido a una fuerte amistad personal. René Chenu fue el aliado contemporáneo y leal de Enrique II de Condé. Tradicionalmente, se afirma que uno de los Chenu, el padre o el hijo, salvó la vida de su señor y que Clermont fue construido para reconocer aquel acto. El palacio se erigió poco después de la Batalla de Rocroi (19 de mayo de 1643), en la que el Gran Conde salvó el trono del infante Luis XIV y mereció una considerable recompensa. Refleja el entusiasmo de un período lleno de gloria.